# أوليفيا لينغ
أوليفيا لينغ (بالإنجليزية: Olivia Laing)‏ (مواليد 1977 في باكينغهامشير). ، هي كاتبة وناقدة ثقافية بريطانية. هي مؤلفة لثلاثة كتب:  إلى النهر (2011)، رحلة إلى صدى الربيع (2013) والمدينة الوحيدة (2016).

## مهنتها
ما بين 2007 و 2009 لينغ كانت محررة قسم الكتب في ذا أوبزرفر. وهي كاتبة مساهمة في الغارديان ونيوستيتسمان و فريز. في 2014 حصلت على جائزة إكليس للكتاب البريطانين.

## المؤلفات
- إلى النهر: رحلة تحت السطحية (2011)، دخل من ضمن قائمة المرشحين لجائزة Ondaatje.
- رحلة إلى صدى الربيع: عن الكتاب والشرب (2013)، القائمة النهائية لجائزة كوستا للكتاب لعام 2013 ونيويورك تايمز للكتاب عام 2014.
- المدينة الوحيدة: مغامرات في فن البقاء وحيداً (2016)، القائمة مختصرة لجائزة دائرة نقاد الكتاب الوطنية.[8]